# Massaker von Doljani
Koordinaten: 43° 42′ 9″ N, 17° 40′ 57″ O
Das Massaker von Doljani (kroatisch Pokolj/Masakr u Doljanima), auch Massaker von Stipića livada, ist ein Kriegsverbrechen des Bosnienkriegs bzw. des Kroatisch-bosniakischen Kriegs, welches am 28. Juli 1993 in den Weilern Kosine Luke, Stupari und Stipića livada des Ortes Doljani bei Jablanica in Bosnien verübt wurde. Dieser Massenmord an Militärangehörigen des Kroatischen Verteidigungsrats (HVO), die sich im Urlaub befanden, und ausschließlich kroatischen Zivilisten des Ortes wurde von Angehörigen der Armee der Republik Bosnien und Herzegowina und ausländischen Mudschahedin begangen. Die Zahl der Opfer wird meist mit 39 Menschen angegeben, nach neueren Opferverzeichnissen wurden jedoch im Zusammenhang mit dem Massaker mindestens 41 Menschen getötet. Das Verbrechen ist ungesühnt.

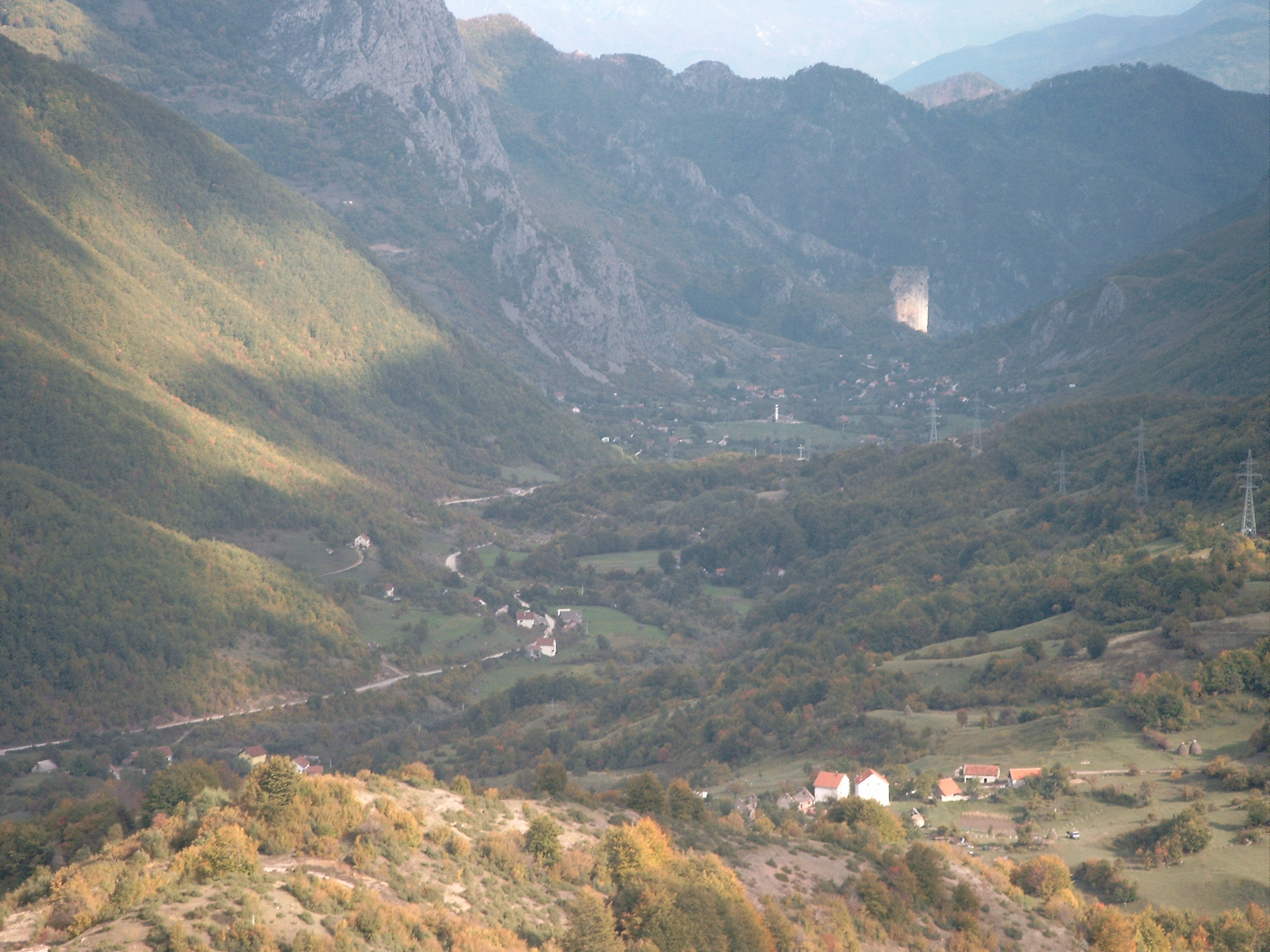
Panoramablick auf Doljani (2007)

Rund 210 überlebende kroatische Einwohner von Doljani wurden in das Lager Muzej in Jablanica deportiert. Darunter waren 21 Kinder unter 5 Jahren (das jüngste 37 Tage alt), 42 Kinder zwischen 5 und 15 Jahren, 49 Frauen (darunter 10 Schwangere) und 31 Personen über 60 Jahre.
Am 28. Januar 1994 starb Anica Šitum (* 19. April 1913) im Lager, die nach dem Massaker dort interniert worden war.
Im gleichen Jahr begingen Angehörige der bosnischen Regierungsarmee weitere Massaker an der kroatischen Bevölkerung mit geschätzt 120 Toten, so in Trusine am 17. April, Miletići am 24. April, Maline am 8. Juni, Bistrica (zu Gornji Vakuf-Uskoplje) im August, Križ (zu Uzdol) am 14. September und Kopijari am 21. Oktober. In vielen Fällen verbunden mit Grausamkeiten und Verstümmelungen sowie auch in Maljine und Kopijari unter Beteiligung ausländischer Mudschahedin der 7. muslimischen Gebirgsbrigade des 3. Korps Zenica.

## Täter
Die Täter gehörten überwiegend der 44. Gebirgsbrigade (Jablanica) des 4. Korps Mostar der bosnischen Regierungsarmee an. Kroatische Behörden machen für das Massaker mutmaßlich folgende Personen verantwortlich:
- Hasan Rizvić, Senad Munikoza und Zajko Sihirlić, ausführende Mitglieder der 44. Gebirgsbrigade
- Bećir Behrem, hatte während des Angriffs Befehlsgewalt
- Ramiz Idrizović, Kommandeur der Begleitkompanie „Jablanica“
- Enes Zukić, Kommandeur der selbstständigen Kommandokompanie
- Džemal Ovnović, Kommandeur des „Sovići“-Bataillons
- Ekrem Kevrić, Kommandeur des „Glogošnica“-Bataillons
- Džemal Begović, Kommandeur des „Jablanica“-Bataillons
- Mustafa Škampo, Chef der operativen Weisungsabteilung
- Semir Čilić, Brigadechef
- Sead Džino, stellvertretender Brigadekommandeur
- Enes Kovačević, Kommandeur der 44. Gebirgsbrigade
- Safet Idrizović, Kommandeur des Armeehauptquartiers
- Ahmet Salihodžić (genannt Cicko), stellvertretender Chef der Abteilung für öffentliche Sicherheit Jablanica
- Emin Zebić, Chef der Abteilung für öffentliche Sicherheit Jablanica
- Muhamed Marić, stellvertretender Vorsitzender des Kriegshauptquartiers der Gemeinden Jablanica, Konjic und Rama
- Dr. Safet Ćibo, Vorsitzender des Kriegshauptquartiers der Gemeinden Jablanica, Konjic und Rama

## Identifizierte Opfer
Die ermordeten Militärangehörigen gehörten fast ausschließlich dem örtlichen Bataillon „Mijat Tomić“ an. Die ermordeten Zivilisten waren fast ausschließlich alte Menschen.
1. Marinko Antunović, Soldat

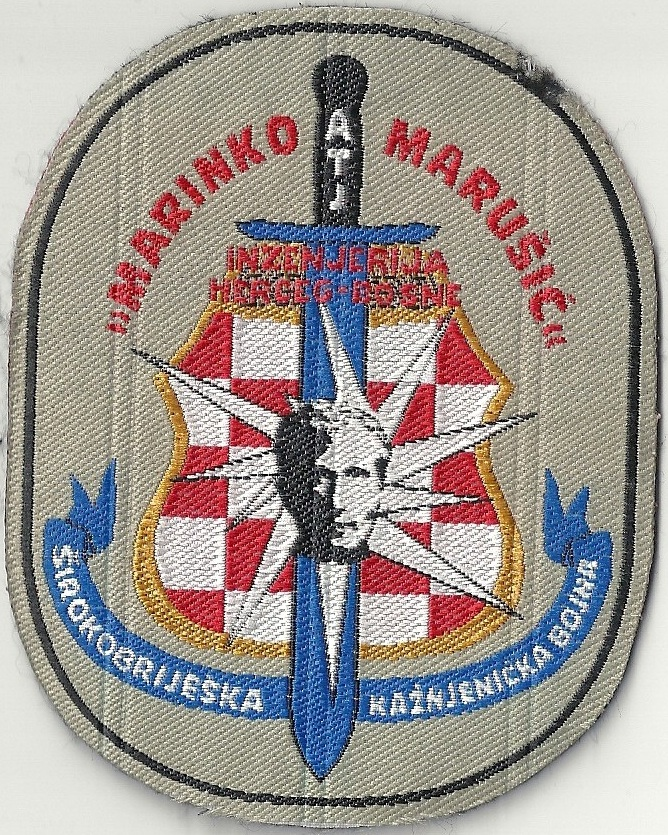
Konterfei des Opfers Marinko Marušić auf einem Ärmelabzeichen. Er wurde als Angehöriger einer Pioniereinheit auf seinem Bagger erschossen und zum Namensgeber einer Einheit des Kažnjenička bojna.

2. Mato Biloš (* 10. November 1950), Soldat
3. Ljubomir Božić (* 24. November 1966), Soldat
4. Marinko Božić (* 6. September 1960), Soldat
5. Željko Božić (* 2. Dezember 1960), Soldat
6. Stipo Bradarić (* 1. Januar 1958), Soldat
7. Marko Cvitković (3. November 1954), Soldat
8. Ruža Čolić (* 20. Mai 1921), Zivilistin
9. Mato Dogan (* 7. März 1961), Soldat
10. Milenko Gagro (* 27. Juli 1955), Soldat
11. Andrija Groznica (* 22. September 1972), Polizist
12. Anica Jurić, Zivilistin
13. Igor Lebo (* 27. August 1977), Zivilist
14. Anđelko Marić (* 8. Januar 1964), Soldat
15. Davor Marić (* 7. September 1974), Soldat
16. Marinko Marušić (* 7. August 1942), Pionier
17. Andrija Miličević (* 14. Februar 1948), Soldat
18. Slavko Miličević (* 25. Juli 1955), Soldat
19. Željko Miškić (* 23. März 1968), Militärpolizist
20. Dražen Pavković (* 1. März 1971 in Široki Brijeg), Soldat
21. Iva Pavlović (* 27. September 1929), Zivilistin
22. Zvonko Pinjušić (* 28. Mai 1967), Soldat
23. Milan Pole (* 23. März 1972), Polizist
24. Anica Ripić (* 27. März 1934), Zivilistin
25. Martin Ripić (* 4. Dezember 1933), Zivilist
26. Ivan Soldo (11. September 1969), Soldat
27. Jure Soldo (* 25. Oktober 1970), Soldat
28. Nedjeljko Soldo (* 8. Oktober 1933), Zivilist
29. Pero Soldo (* 24. März 1967), Soldat
30. Andrija Stipanović (* 28. März 1931), Zivilist
31. Pavka Stipanović (* 30. Mai 1942), Zivilistin
32. Mario Šušak, Soldat
33. Ivica Tomić (* 1. Juni 1954), Soldat
34. Ivan Topić (* 12. März 1969 in Konjic), Militärpolizist
35. Slavko Vrljić (* 28. Juni 1968), Soldat
36. Marinko Zelenika (* 19. August 1959), Soldat
37. Ivan Zovko (* 10. oder 11. Februar 1973 in Mostar), Soldat
38. Anto Žarić (* 1. April 1965), Soldat
39. Ivan Žarić (* 3. September 1935), Zivilist
40. Milijan Zeljko (* 1962 in Široki Brijeg)
41. Bogdan Željko